# Stretford End
La Stretford End, officiellement nommée tribune Ouest, est la tribune de côté ouest du stade d'Old Trafford, le stade de Manchester United. La tribune a pris le nom de la ville voisine Stretford. La tribune est divisée en deux niveaux, et a un toit en porte-à-faux comme les autres tribunes du stade.

## Histoire

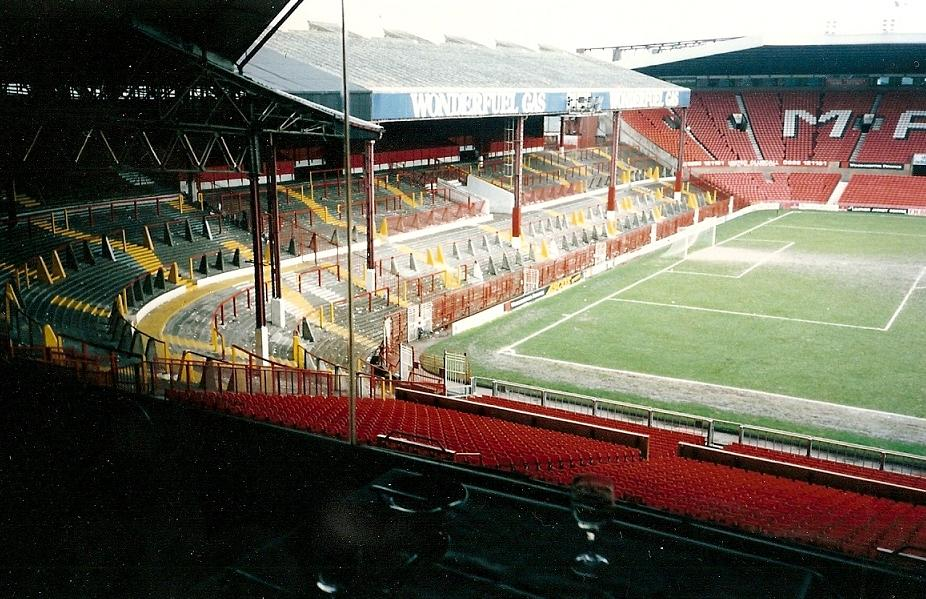
Stretford End avant 1993.

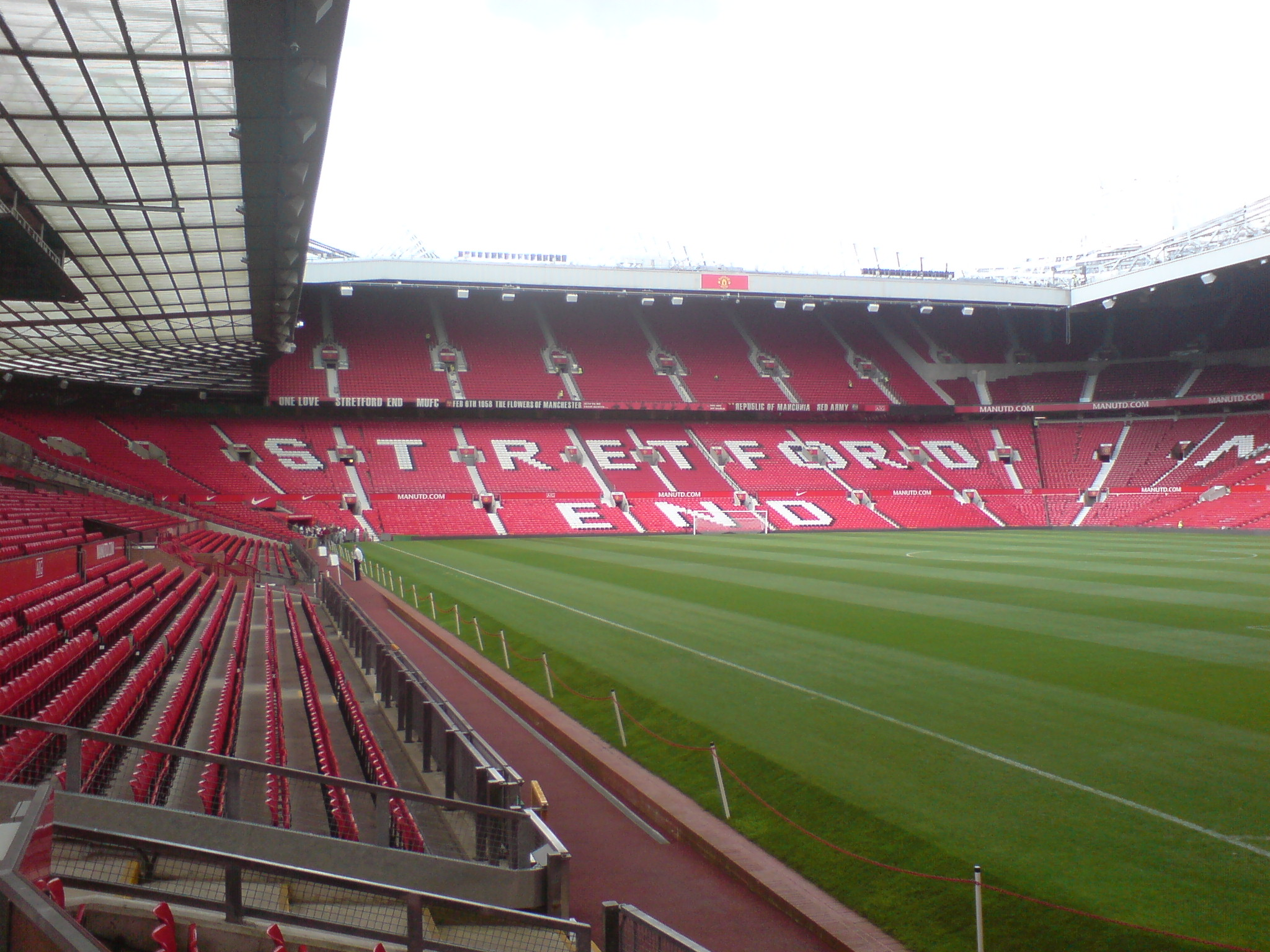
Stretford End, prise du coin Sud-Est du stade

Avant que le stade d'Old Trafford ne soit modifié pour avoir uniquement des places assises, la Stretford End était la plus grande tribune du stade, pouvant accueillir environ 20 000 supporters.
Durant la saison 1992-1993, la Stretford End a été transformée conformément aux recommandations du rapport Taylor. Pour dix millions de livres, la tribune est devenue un tribune avec toutes les places assises et un toit en porte-à-faux. Elle est alors renommée « tribune Ouest » mais elle est encore souvent désignée sous le nom de Stretford End. Pour la saison 2000-2001, un deuxième niveau de sièges a été ajouté. Au coin avec la tribune Sud se trouve le tunnel d'entrée des joueurs.
Seuls Denis Law et Éric Cantona ont obtenu le statut de « King of the Stretford End ». Le premier pour son record de buts, le second pour son charisme sur le terrain.